# USS Thatcher (DD-514)
USS Thatcher (DD-514) là một tàu khu trục lớp Fletcher được Hải quân Hoa Kỳ chế tạo trong Chiến tranh Thế giới thứ hai. Nó là chiếc tàu chiến thứ hai của Hải quân Mỹ được đặt theo tên Chuẩn đô đốc Henry K. Thatcher (1806-1880), người tham gia cuộc Nội chiến Hoa Kỳ. Nó hoạt động cho đến hết Thế Chiến II, ngừng hoạt động năm 1945 và bị bán để tháo dỡ năm 1948. Nó được tặng thưởng mười hai Ngôi sao Chiến trận trong Thế Chiến II.

## Thiết kế và chế tạo
Thatcher được đặt lườn tại xưởng tàu của hãng Bath Iron Works Corp. ở Bath, Maine vào ngày 20 tháng 6 năm 1942. Nó được hạ thủy vào ngày 6 tháng 12 năm 1942; được đỡ đầu bởi cô Charlotte L. Hyde; và nhập biên chế vào ngày 10 tháng 2 năm 1943 dưới quyền chỉ huy của Hạm trưởng, Thiếu tá Hải quân Leland R. Lampman.

## Lịch sử hoạt động

### 1943
Thatcher tiến hành chạy thử máy tại vùng biển Casco Bay, Maine, trước khi được phân công nhiệm vụ hộ tống vận tải. Nó khởi hành từ New York vào ngày 29 tháng 4 năm 1943 cùng Đoàn tàu UGF-8 hướng sang Casablanca, Bắc Phi, và quay trở về cùng Đoàn tàu GUF-8 vào ngày 31 tháng 5. Đến ngày 11 tháng 6, nó rời vùng bờ Đông để nhận nhiệm vụ tại Mặt trận Thái Bình Dương, gia nhập Hạm đội Thái Bình Dương vào ngày 19 tháng 6, và sau khi vào Xưởng hải quân Mare Island để cải biến vũ khí, đã đi đến Trân Châu Cảng vào ngày 31 tháng 7. Vào ngày 22 tháng 8, chiếc tàu khu trục gia nhập đội đặc nhiệm tàu sân bay nhanh dưới quyền Chuẩn đô đốc Charles Alan Pownall, rồi di chuyển về phía đảo Marcus để tung ra cuộc không kích xuống căn cứ đối phương tại đây vào ngày 31 tháng 8. Đội đặc nhiệm quay trở về Trân Châu Cảng vào ngày 7 tháng 9.
Một tuần sau, Thatcher khởi hành để đi quần đảo New Hebrides, đi đến Espiritu Santo vào ngày 27 tháng 9. Nó làm nhiệm vụ tuần tra tại khu vực giữa Espiritu Santo và Guadalcanal, rồi hộ tống một đoàn tàu vận tải tiếp liệu đi đến Vella Lavella vào giữa tháng 10. Đến cuối tháng 10, Lực lượng Đặc nhiệm 39, bao gồm Đội tuần dương 12 và các đội khu trục 45 và 46, được tập trung tại vịnh Purvis để hỗ trợ cho các cuộc đổ bộ lên Bougainville. Lực lượng, bao gồm Thatcher trong thành phần Đội khu trục 46, khởi hành vào ngày 30 tháng 10. Chúng bắn phá đảo Buka và sân bay tại Bonis trong đêm 31 tháng 10-1 tháng 11, rồi di chuyển nhanh đến mũi cực Nam của hòn đảo để bắn phá các sân bay trên quần đảo Shortland. Sau khi diễn ra cuộc đổ bộ lên mũi Torokina vào ngày 1 tháng 11, Lực lượng Đặc nhiệm 39 đã bảo vệ tàu bè của lực lượng đổ bộ không bị đối phương quấy phá. Xế trưa hôm đó, Lực lượng Đặc nhiệm 39 được lệnh đánh chặn một lực lượng tàu tuần dương và tàu khu trục Nhật Bản, vốn đã rời Rabaul với ý định tiêu diệt tàu bè Đồng Minh trong vịnh Nữ hoàng Augusta.
Lúc 02 giờ 27 phút ngày 2 tháng 11, các tàu chiến Hoa Kỳ phát hiện mục tiêu trên mặt nước ở khoảng cách 35.000 yd (32 km), trận chiến vịnh Nữ hoàng Augusta bắt đầu khi các tàu khu trục thuộc Đội khu trục 45 phóng một loạt 25 quả ngư lôi nhắm vào các tàu chiến Nhật Bản. Tuy nhiên do đối phương bẻ lái sang phải để tiếp cận và lập đội hình tác chiến, tất cả các quả ngư lôi đều bị trượt.
Đội khu trục 46, bao gồm các chiếc Thatcher, Spence (DD-512), Converse (DD-509) và Foote (DD-511), có nhiệm vụ bảo vệ tập hậu cho đội hình tàu chiến Hoa Kỳ. Họ đã không nổ súng cho đến 03 giờ 52 phút, khi họ phóng ra quả 19 ngư lôi nhắm vào hai tàu khu trục Nhật Bản, lại cũng không trúng đích. Tuy nhiên, các tàu tuần dương Hoa Kỳ đã bắn trúng tàu tuần dương Nhật Sendai, khiến nó bốc cháy. Trong trận chiến lộn xộn, Foote bị trúng một quả ngư lôi làm nổ tung phần đuôi tàu. Spence va chạm với Thatcher nhưng hư hại không ảnh hưởng đến khả năng tác chiến của cả hai; Spence đánh tín hiệu sang Thatcher ngay giữa trận chiến: "Chúng ta lại suýt chạm mặt nhau, hy vọng anh đừng bắn vào tôi"; Thatcher trả lời: "Xin lỗi. Anh sẽ phải xin lỗi bốn loạt tiếp theo. Chúng đang trên đường đi." Loạt đạn của Thatcher bắn không trúng Spence nhưng đã đánh chìm tàu khu trục Nhật Hatsukaze. Cuối cùng Spence bị trúng một phát đạn pháo bên dưới mực nước, khiến dầu đốt bị nhiễm bẩn nước biển. Kết thúc trận chiến, phía Nhật Bản bị mất Sendai và Hatsukaze, trong khi về phía Hoa Kỳ Foote được kéo về cảng để sửa chữa. Sang ngày hôm sau, hơn 100 máy bay Nhật Bản đã tấn công Lực lượng Đặc nhiệm 39; họ bị mất hơn 20 máy bay trong khi chỉ đánh trúng hai phát vào tàu tuần dương Montpelier (CL-57).
Khảo sát cẩn thận Thatcher cho thấy việc va chạm với Spence đã gây hư hại trục chân vịt bên mạn phải của nó và hư hại lườn tàu mạn phải phía giữa tàu. Nó đi đến vịnh Purvis rồi tiếp tục đi đến Nouméa để sửa chữa trục chân vịt. Con tàu sau đó quay trở lại Espiritu Santo, nơi nó được lệnh quay trở về Hoa Kỳ để sửa chữa triệt để. Vào ngày 20 tháng 11, nó lên đường hộ tống cho tàu tuần dương hạng nhẹ Birmingham (CL-62), và các con tàu về đến San Francisco vào ngày 14 tháng 12. Sau khi được sửa chữa tại Xưởng hải quân Mare Island, nó rời San Francisco vào ngày 11 tháng 2 năm 1944 để đi Trân Châu Cảng, nơi nó huấn luyện ôn tập trước khi gia nhập trở lại Lực lượng Đặc nhiệm 39 vào ngày 14 tháng 3.

### 1944
Lực lượng đặc nhiệm đã hỗ trợ cho cuộc đổ bộ lên Emirau mà không gặp sự kháng cự vào ngày 20 tháng 3. Đến ngày 26 tháng 3, được điều động sang Đội đặc nhiệm 58.3 trực thuộc lực lượng đặc nhiệm tàu sân bay nhanh, và đã hộ tống các tàu sân bay khi chúng tiến hành không kích xuống Palau, Yap, Ulithi và Woleai thuộc quần đảo Caroline từ ngày 30 tháng 3 đến ngày 1 tháng 4. Đội đặc nhiệm sau đó rút lui về khu vực quần đảo Marshall để chuẩn bị cho đợt tấn công tiếp theo lên các căn cứ Nhật Bản.
Vào ngày 13 tháng 4, Thatcher hộ tống các tàu sân bay nhanh đi đến New Guinea để tung ra các cuộc không kích xuống Hollandia, Wakde, Sawar và Sarmi trong các ngày 21 và 22 tháng 4, nhằm hỗ trợ cho các cuộc đổ bộ lên Aitape, Tanahmerah và vịnh Humboldt. Đến ngày 29 tháng 4, máy bay từ tàu sân bay bắt đầu một đợt không kích kéo dài hai ngày xuống Truk, Ponape và Satawan; rồi sang ngày 1 tháng 5, chiếc tàu khu trục hộ tống cho một đội bắn phá đi đến tấn công xuống Ponape.
Thatcher quay trở lại Majuro vào ngày 4 tháng 5, nơi nó vào một ụ nổi để sửa chữa, rồi trở ra khơi vào cuối tháng đó để huấn luyện ôn tập và thực hành tác xạ. Vào ngày 26 tháng 5, khẩu pháo 5 inch số 3 của nó vô tình bắn vào khẩu đội phòng không 20 mm bên mạn phải, khiến năm người thiệt mạng và hư hại đáng kể cấu trúc con tàu. Nó được sửa chữa kịp thời để gia nhập Đội đặc nhiệm 58.4 cho chiến dịch đổ bộ tiếp theo tại quần đảo Mariana.
Đang khi hoạt động cùng đội đặc nhiệm gần Saipan vào ngày 12 tháng 6, Thatcher và Charles Ausburne (DD-570) được lệnh đi đến giải cứu một số phi công bị bắn rơi tại vùng biển gần đảo Pagan. Hai chiếc tàu khu trục đã tiếp cận trong phạm vi cách hòn đảo 5 nmi (9,3 km), vốn còn do phía Nhật Bản chiếm đóng, để đến được các phi công bị bắn rơi. Trời sắp tối, và Charles Ausburne  cứu các phi công khỏi mặt nước trong khi Thatcher trinh sát một tàu lạ phát hiện cách 6 nmi (11 km) về phía Bắc. Chiếc tàu chở hàng nhỏ bằng gỗ của đối phương trở thành mục tiêu của hải pháo; nó bốc cháy và nổ tung ngay sau khi trúng đạn, chứng tỏ đang chuyên chở nhiên liệu và đạn dược; những người sống sót trên mặt nước đã từ chối để được giải cứu. Sau đó Thatcher gia nhập lại cùng tàu chị em để càn quét hòn đảo để tìm những mục tiêu khác. Họ phát hiện một mục tiêu qua radar, và khai hỏa ở khoảng cách 12.000 yd (11 km) nhưng không bắn trúng. Sau khi tiếp cận ở cách 4.700 yd (4,3 km) và bắn pháo sáng, họ trông thấy một tàu hàng nhỏ tương tự như chiếc đã bị đánh chìm; số phận nó cũng tương tự sau khi trúng một loạt hải pháo. Các tàu khu trục không tìm thấy mục tiêu nào khác tại khu vực trước khi họ gia nhập trở lại đội đặc nhiệm vào sáng hôm sau.
Các tàu sân bay đã tung ra các cuộc không kích xuống quần đảo Bonin trong các ngày 15 và 16 tháng 6, rồi quay trở lại khu vực Saipan. Đến ngày 18 tháng 6, khi Lực lượng Đặc nhiệm 58 chuẩn bị cho cuộc đối đầu với Hạm đội Liên hợp Nhật Bản, đội của Thatcher được bố trí bên sườn phía Bắc của lực lượng. Trong Trận chiến biển Philippine diễn ra sau đó, vốn còn được các phi công Hoa Kỳ đặt tên lóng là "Cuộc săn vịt trời Mariana vĩ đại", chỉ có một số ít máy bay từ tàu sân bay Nhật Bản lọt qua được hàng rào phòng thủ nhưng không gây được thiệt hại gì đáng kể cho hạm đội Hoa Kỳ. Ngược lại phía Nhật Bản bị mất trên 300 máy bay.
Sang ngày hôm sau, Thatcher cùng Đội đặc nhiệm 58.4 được tách ra khỏi lực lượng đặc nhiệm đang truy kích đối phương về phía Tây, để tiếp nhiên liệu và tiếp tục không kích xuống Rota và Guam. Vào sáng ngày 20 tháng 6, máy bay từ các tàu sân bay đã bắn rơi 18 máy bay đối phương và phá hủy thêm 52 chiếc khác trên mặt đất. Sang ngày 27 tháng 6, nó cùng đội khu trục được cho tách ra để tháp tùng các tàu tuần dương hạng nhẹ Miami (CL-89) và Houston (CL-81) cho nhiệm vụ bắn phá xuống Rota và Guam. Thatcher cùng hai tàu khu trục khác đã bắn phá Rota, phá hủy một nhà máy đường và các cơ sở khác, trước khi gia nhập trở lại lực lượng ngoài khơi Guam để bắn phá sân bay, tàu bè, kho chứa và các mục tiêu khác. Nó lại bắn phá xuống đảo này một lần nữa ba ngày sau đó, và tiếp tục hoạt động tại khu vực cho đến ngày 1 tháng 7.
Thatcher cùng đội đặc nhiệm quay trở về Eniwetok vào ngày 6 tháng 7, và ở lại đây trong một tuần lễ trước khi quay trở lại khu vực Mariana. Nó phục vụ cùng Lực lượng Đặc nhiệm 58 cho đến ngày 2 tháng 8, khi được cho tách ra để gia nhập Đệ Tam hạm đội dưới quyền Đô đốc William Halsey Jr. tại Eniwetok. Nó tham gia Đội đặc nhiệm 30.8, đội tàu chở dầu và vận tải của hạm đội được thành lập để hỗ trợ cho các hoạt động của hạm đội; rồi khởi hành từ Eniwetok vào ngày 26 tháng 8 cùng nhiều tàu chở dầu, đi đến cảng Seeadler vào ngày 31 tháng 8. Nó trải qua ba tháng tiếp theo cùng nhiều đơn vị của đội đặc nhiệm để cung cấp nhiên liệu, thư tín và máy bay cho Lực lượng Đặc nhiệm 38. Lực lượng thoạt tiên hoạt động tại khu vực phụ cận Palau và Yap, khi các tàu sân bay không kích khu vực Tây quần đảo Caroline; rồi sau đó chuyển đến Ulithi khi các tàu sân bay chuyển sang tấn công xuống Philippines và Đài Loan.
Thatcher sau đó gia nhập Đội đặc nhiệm 38.3 cho các hoạt động tại quần đảo Philippine. Từ ngày 14 đến ngày 16 tháng 12, các tàu sân bay đã tung ra cuộc không kích xuống đảo Luzon để hỗ trợ cho cuộc đổ bộ lên Mindoro. Đội đặc nhiệm rút lui ra biển để tiếp nhiên liệu, nhưng phong vũ biểu hạ thấp nhanh chóng chứng tỏ một cơn bão đang ập đến. Thatcher được tiếp nhiên liệu đến trữ lượng khi các vòi bơm phát rút ra do biển động mạnh. Đội đặc nhiệm tìm cách đi ra khỏi vùng nguy hiểm, nhưng họ đang ở gần tâm của cơn bão trong các ngày 17 và 18 tháng 12; các tàu khu trục Hull (DD-350), Monaghan (DD-354) và Spence (DD-512) đã bị mất. Sau khi thời tiết quang đãng và hạm đội tập hợp trở lại, Thatcher gia nhập Đội đặc nhiệm 30.8, một đội tiếp liệu, và phục vụ cùng họ cho đến ngày 7 tháng 1 năm 1945.

### 1945
Vào ngày 8 tháng 1 năm 1945, Thatcher gia nhập một đội tiếp nhiên liệu đặc biệt bao gồm sáu tàu chở dầu nhanh, hai tàu sân bay hộ tống và tám tàu khu trục để tiến hành tiếp nhiên liệu cho các tàu sân bay nhanh. Họ tháp tùng lực lượng đặc nhiệm tiến vào Biển Đông, thường trực tại vị trí ở khoảng giữa Philippines và bờ biển Đông Dương thuộc Pháp, làm nhiệm vụ tiếp liệu cho đến ngày 20 tháng 1, khi nó quay trở về Guam cùng các tàu chở dầu rỗng. Đi đến cảng Apra vào ngày 27 tháng 1, nó lên đường đi Ulithi và Philippines một tuần sau đó.
Thatcher gia nhập Đệ Thất hạm đội tại Leyte vào ngày 10 tháng 2, rồi  hộ tống một đoàn tàu đi vịnh Subic ba ngày sau đó. Từ ngày 19 tháng 2 đến ngày 3 tháng 3, nó bắn pháo hỗ trợ cho cuộc tấn công của lực lượng Lục quân trên bờ. Sau hai tuần lễ làm nhiệm vụ hộ tống, nó gia nhập Đội đặc nhiệm 78.3, lực lượng tấn công lên Visayas, rồi lên đường cùng đơn vị này vào ngày 15 tháng 3 để đi đến các bãi đổ bộ tại bờ biển phía Nam Panay.
Thatcher có mặt ngoài khơi bãi đổ bộ vào ngày 18 tháng 3, tiến hành đợt bắn phá duy nhất trong ngày xuống hai nhóm quân Nhật bị quân du kích cô lập khỏi các làng gần khu vực tấn công. Sư đoàn 40 Bộ binh đổ bộ lúc 09 giờ 00 chi vấp phải sự kháng cự yếu ớt. Khi binh lính Lục quân đổ bộ lên Negros Occidental vào ngày 29 tháng 3, con tàu đã bắn hỏa lực theo yêu cầu để hỗ trợ, và tiếp tục nhiệm vụ này cho đến ngày 5 tháng 4, khi nó được thay phiên. Nó được tái trang bị tại San Pedro, California nhằm chuẩn bị cho chiến dịch đổ bộ tiếp theo lên quần đảo Ryūkyū.
Vào ngày 13 tháng 5, Thatcher lên đường đi Kerama Retto gần Okinawa, đảm nhiệm vai trò cột mốc radar canh phòng để phát hiện và ngăn chặn máy bay đối phương trước khi chúng tiếp cận các tàu vận chuyển. Vào ngày 20 tháng 5, radar phát hiện một số lượng lớn máy bay Nhật Bản tiếp cận khu vực thả neo; các con tàu đồng loạt nổ súng, và Thatcher cơ động để hướng mọi khẩu súng phòng không nhắm vào những kẻ tấn công. Khi một máy bay tiêm kích Nakajima Ki-43 "Oscar" bay thấp tiếp cận bên mạn trái, con tàu đã tăng tốc lên 25 kn (46 km/h) và đồng loạt khai hỏa các khẩu 20 mm và 40 mm. Chiếc máy bay Kamikaze đã ngóc mũi lên rồi bổ nhào ở góc hẹp, đâm trúng con tàu ngay phía sau cầu tàu. Điện năng và điều khiển bánh lái từ cầu tàu bị mất, các hệ thống radar và con quay la bàn ngừng hoạt động cũng như mất toàn bộ liên lạc vô tuyến. Con tàu bị thủng một lổ 6 ft × 9 ft (1,8 m × 2,7 m). Các chiếc Boyd (DD-544) và Pavlic (APD-70) đã đi đến cặp bên mạn để cứu chữa những người bị thương và giúp chữa cháy.
Với 14 người thiệt mạng hay mất tích và 53 người khác bị thương, Thatcher cố lếch trở về Kerama Retto và phải chờ đợi lượt vào ụ tàu cho đến ngày 1 tháng 7. Vào ngày 13 tháng 7, nó lại sẵn sàng để trở ra khơi, và phải chịu đựng một cơn bão trong vịnh Buckner. Đến ngày 19 tháng 7, một chiếc Kamikaze lại xâm nhập vào vịnh và đâm bổ vào chiếc tàu khu trục; nó đâm trượt bên mạn trái và nảy tung trên mực nước rồi nổ tung và bốc cháy bên cạnh con tàu. Con tàu bị hư hại nhẹ với hai người bị thương.
Thatcher lên đường quay trở về Hoa Kỳ vào ngày 25 tháng 7. Sau khi ghé qua Ulithi, Majuro, Eniwetok, đảo Johnston và Hawaii, nó về đến Bremerton, Washington vào ngày 20 tháng 8. Một ủy ban khảo sát đã quyết định con tàu nên được tháo dỡ thay vì sửa chữa, và Thatcher được cho xuất biên chế vào ngày 23 tháng 11 năm 1945. Tên nó được cho rút khỏi danh sách Đăng bạ Hải quân vào ngày 5 tháng 12 năm 1945; và lườn tàu được bán cho hãng Lerner Co. tại Oakland, California vào ngày 23 tháng 1 năm 1948 để tháo dỡ.

## Phần thưởng
Thatcher được tặng thưởng mười hai Ngôi sao Chiến trận do thành tích phục vụ trong Thế Chiến II.